# وحیده فیضی
وحیده فیضی (فارسی: وحیده فیضی؛ زادهٔ ۱۷ مهٔ ۱۹۹۴) روزنامه‌نگار اهل افغانستان است که از سال ۲۰۱۵ تا سقوط کابل در اوت ۲۰۲۱ رئیس بخش روزنامه‌نگاران زن کمیته خبرنگاران افغانستان بود. او هم‌اکنون به‌عنوان روزنامه‌نگار در روزنامه پلیتیکن کار می‌کند.